# Jacques Bichot
Pour les articles homonymes, voir Bichot.
Jacques Bichot, né le 5 septembre 1943 à Saint-Cyr-au-Mont-d'Or (Rhône), est un économiste français.
Professeur des universités, membre honoraire du Conseil économique et social, ses travaux portent sur l’économie monétaire, la politique sociale (l'économie de la protection sociale, les retraites) et la politique familiale.

## Biographie

### Famille
Jacques Anne Bernard Bichot est né le 5 septembre 1943 à Saint-Cyr-au-Mont-d'Or dans le département du Rhône. Il est le fils d'Edmond Bichot, directeur commercial et d'Anne-Marie Vuignier.
Le 5 juillet 1966, il épouse Renée de Vaucorbeil de Bachellerie. De cette union, naissent quatre enfants.

### Formation
Après des études à l'externat Sainte-Marie, établissement scolaire sous tutelle mariste puis au lycée du Parc à Lyon, il poursuit des études supérieures à la faculté des sciences et à la faculté de sciences économiques de Lyon. Il soutient sa thèse de doctorat en mathématiques en 1968. Il obtiendra par ailleurs le doctorat d'économie en 1982.

### Carrière universitaire
Assistant à la faculté des sciences de Lyon en 1966-1967, il enseigne ensuite les mathématiques à l'école supérieure d'ingénieurs de Beyrouth au Liban de 1967 à 1972. À partir de 1973 et pendant une dizaine d'années, il est maître-assistant au département de mathématiques de l'université Claude-Bernard-Lyon-I. En 1984, il est maître de conférences en économie à l'université Jean-Moulin-Lyon-III puis en 1989, professeur d'économie à l'université de Franche-Comté jusqu'en 1992. Il rejoint alors l'université Lumière-Lyon-II jusqu'en 2001, puis l'université Jean-Moulin-Lyon-III jusqu'en 2009 où, professeur émérite, il termine sa carrière.

## Travaux

### Recherche en économie
Considéré comme l'un des spécialistes du financement des retraites, ses travaux portent principalement sur l'économie monétaire et sur l'économie de la protection sociale.
Il est également considéré comme un spécialiste de la politique familiale en France et fait le lien avec la politique de l'emploi : il estime qu'« il n’existe que peu d’emplois qui n’ont pas de relation avec la famille ».

Jacques Bichot a également publié plusieurs rapports sur les conséquences économiques de la délinquance et de la criminalité : par exemple Immigration : quels coûts pour les finances publiques ?  en février 2006 pour Institut Thomas-More, Le coût du crime et de la délinquance en mai 2010 pour l'Institut pour la justice dans lequel il conclut, : 

« La délinquance coûte environ 5,6 % du PIB. En d'autres termes, si nous parvenions à diminuer les infractions de moitié, nous obtiendrions l'équivalent d'une suppression totale de l'impôt sur le revenu ! […] La délinquance nous coûte aussi cher que l’Éducation nationale ou encore que la totalité du système hospitalier. Espérons qu'un tel montant interpellera les pouvoirs publics et les incitera à lancer une étude approfondie sur le sujet. »

 En avril 2016, dans la Revue française de criminologie et de droit pénal, il publie une contribution sur le thème Conséquences économiques de la criminalité : Le cas des crimes et délits qui concernent la famille et la sexualité.
En 2000, il est élu président de la société d'économie politique et sociale de Lyon, qu'il préside jusqu'en 2003 puis président du forum international des sciences humaines qu'il préside jusqu'en 2006. Il est membre de l'International Institute of Public Finance, de l'Association française de science économique (AFSE) de l'Institut international de statistique.

### Mouvement familial
Jacqqes Bichot est une personnalité engagée dans le mouvement familial en France compte tenu des responsabilités qu'il y a exercées. Membre d'association familiale, il est élu président de la fédération des familles du département du Rhône de 1980 à 1982, puis président de l'Union départementale des associations familiales (UDAF) du Rhône de 1982 à 1986. Il est ensuite élu en 1986 à la présidence de la seconde confédération française : Familles de France, confédération qu'il préside durant quinze ans jusqu'en 2001. À ce titre, de 1984 à 1999, il représente le mouvement familial au sein du groupe de l'Union nationale des associations familiales (Unaf) du Conseil économique et social,,. Fin 2001, à la suite de la scission de la confédération Familles de France, il est nommé président d'honneur de l'« Union des Familles en Europe »,,
.

### Prises de position

#### Politique sociale et politique familiale
Comme le constate l'historien et académicien Jacques Dupâquier, Jacques Bichot est disciple de l'économiste Alfred Sauvy dont il se revendique : déjà en classe de première, il lui écrit pour lui demander conseil, ce à quoi Alfred Sauvy lui répond « Mon ami, commencez par faire des maths ! », recommandation que Jacques Bichot suivra. En 2013, il déclare : 

« Le théorème de Sauvy est la proposition la plus certaine de toute la science économique : "Nous ne préparons pas nos retraites par répartition en cotisant pour nos aînés, mais en élevant des enfants". Notre système de retraites est malade parce que cette vérité première n'a jamais été reconnue, parce que nous persistons à faire du versement des cotisations vieillesse la source des droits à pension. »

En 1995, le magazine Alternatives économiques, proche du keynésianisme, membre fondateur de l'association Attac conclut à la lecture de l'ouvrage de Jacques Bichot Plein emploi, les grands moyens : « Curieux livre qui se réfère à la fois à Hayek et à Keynes, qui dénonce des mythes mais affiche une foi étonnante (le mot n'est pas trop fort) en faveur de la croissance. Bref de quoi donner des boutons à tout le monde, mais aussi des idées. ». Dans son blog, l'économiste Jean-Marie Harribey, membre également d'Attac, critique en 2001 le rapprochement fait par Jacques Bichot avec Margaret Thatcher et qualifie l'étude « de calcul économique intertemporel d’optimisation »
.
Dans le rapport La famille, une affaire publique de la sociologue Évelyne Sullerot et de l'économiste Michel Godet, publié en 2005, Jacques Bichot rédige le chapitre La famille acteur économique et social.

Dans son étude Comment financer la protection sociale publiée en 2006, Jacques Bichot conclut :

« Sur quelle base conceptuelle, et avec quels instruments ? Exception faite de
l’assistance aux plus démunis, qui doit impérativement être pérennisée mais sur une base transparente, les autres services s’achètent, et il faut en prendre acte. Il ne suffira pas pour cela de remplacer quelques points de cotisations par un prélèvement sur la valeur ajoutée : il faut être beaucoup plus ambitieux, trouver un cheminement conduisant les mentalités à évoluer sur la base d’un consensus national permettant ensuite de légiférer utilement. Concrètement, la suppression des cotisations patronales, remplacées par des cotisations salariales susceptibles de se transformer ensuite en primes d’assurance, constitue le changement stratégique central à mettre en œuvre. Mais une vraie remise à plat suppose aussi que l’on bascule les retraites dans un système à cotisations définies, que l’on fusionne l’impôt sur le revenu et la CSG et que l’on utilise la TVA pour simplifier le code des impôts, voire pour financer l’emploi en réduisant les cotisations sociales. »

En avril 2011, dans l'étude La retraite par répartition aux États-Unis : une inconnue "very exciting" publiée dans la revue Sauvegardes retraites - Études et analyses, Jacques Bichot conclut : 

« Il n’y a pas en matière de retraites un « rêve américain », mais un exemple américain qui comporte, à côté de points faibles, bon nombre d’aspects intéressants dont la France serait bien avisée de s’inspirer : un régime unique de retraites par répartition, ne promettant pas la lune, pratiquant une forme de retraite à la carte avec neutralité actuarielle, financé de façon simple à l’aide exclusivement de cotisations sur les revenus professionnels, disposant d’un fonds de réserve conséquent, fournissant avec une grande rapidité des résultats fiables, et pratiquant de façon annuelle des projections à très long terme. »

En 2011, le rapport du Haut Conseil de la famille, intitulé Architecture de la politique familiale - Éléments de problématique cite à plusieurs reprises les points de vue de Jacques Bichot.

 
Le 4 mai 2015, Jacques Bichot donne une conférence Entre responsabilité et assistanat : l’exploitation des familles dans le cadre du cycle de conférences consacré « au visage des pauvres » par l'Académie d'éducation et d'études sociales (AES). Dans son introduction, il écrit : 

« Nous nous intéresserons donc à l’appauvrissement de ceux qui sont privés d’une partie et d’une partie substantielle de la richesse qu’ils produisent parce – c’est ce que nous allons détecter au niveau familial – l’appauvrissement relatif des familles, sur lequel je vous donnerai quelques chiffres au passage, est causé par cette spoliation dont elles sont les victimes car elles remplissent un rôle économique extrêmement important et on les dépouille, notre système politique et social les dépouille d’une grande partie de la richesse qu’elles produisent »

Dans l'étude Travailler plus pour produire plus de juillet 2015 faite par les anciens élèves de l’École polytechnique, Jacques Bichot rédige le chapitre Le cas des retraites et conclut : 

« La conception des retraites par répartition joue un rôle important dans la distribution de faux revenus, qui débouche sur le déficit extérieur et une accumulation de fausses créances. Agir sur ce levier est nécessaire pour faire monter la production française au niveau des revenus distribués : il faut plus de revenus d’activité et moins de revenus sociaux, et donc davantage de seniors au travail et une stabilisation, sinon une baisse, du total des pensions. Pour parvenir à ce but, une réforme systémique des retraites combinant l’instauration de la retraite à la carte avec neutralité actuarielle et la diminution de la générosité du système serait nettement plus efficace que les réformes paramétriques réalisées en 1993, 2003 et 2010. »

#### Économiste catholique
Vice-président de l'Association des économistes catholiques, il est membre de l'Académie catholique de France. Dans un ouvrage publié en 2001, il s'attache à montrer la pertinence de la notion de « structure de péché » élaborée par le pape Jean-Paul II. En 2014, il publie aux Presses d'Aix-en-Provence une contribution sur la notion de subsidiarité appliquée à la protection sociale. Pour Lydie Garreau, Jacques Bichot est un monarchiste catholique. En 2005, l'essayiste Fiammetta Venner le qualifie dans le journal satirique Charlie Hebdo de « nostalgique de Franco et fervent adversaire du régime parlementaire ». En 2013, pour Catherine Frey, journaliste au quotidien régional L'Union de Reims, Jacques Bichot « apparaît bien comme un homme de droite avec une sensibilité clairement libérale. L’État providence n’est pas sa tasse de thé. […] Il affiche aussi une tendance catholique traditionaliste ».

#### Tendances politiques
En 2003, Jacques Bichot écrit l'ouvrage Quand les autruches prendront leur retraite en collaboration avec Alain Madelin et en 2013, La mort de l’État providence ; vive les assurances sociales avec Arnaud Robinet, alors député de la Marne, secrétaire national de l’UMP chargé des retraites. Dans le Wall Street Journal, il est signataire en 2012 de l'article The Problem With Hollande - Twenty-one French economists say the country should know better than to elect François Hollande., ce qui selon le journaliste Christian Chavagneux du magazine Alternatives économiques le classerait parmi les "ultra libéraux".
En juin 2016 au sein du parti Les Républicains, Jacques Bichot participe à un débat lors de la préparation du projet consacré à la famille. Il y fait un vibrant plaidoyer sur un investissement : la famille. Il estime en effet que « Le capital humain est plus important que le capital physique. Et il faut reconnaître la famille comme un investisseur, comme un agent économique fondamental. […] Si on n'apprend pas à être quelqu'un dans la famille, un être structuré, on ne peut pas être utile à l'économie ».

## Publications

### Ouvrages
- Le fardeau des crimes et délits qui provoquent des blessures de intimité, édité par l'Institut pour la justice, 2016 [lire en ligne], Interview vidéo[36]
- Le mariage et la loi : protéger l'enfant, en collaboration, édité par l'Institut Famille et République, 2016  (ISBN 978-2-95552-520-3) [présentation en ligne]
Cet ouvrage écrit par 39 spécialistes, rendu public le 14 janvier 2016, est relatif à la loi no 2013-404 du 17 mai 2013 ouvrant le mariage aux couples de personnes de même sexe (dite « mariage pour tous »).
- Le Labyrinthe, compliquer pour régner, Paris, Entreprises et société, coll. « Manitoba », 2015, 238 p. (ISBN 978-2-25189-007-4)
Revue de presse Le Point du 9 avril 2015, Les Echos du 4 juin 2015, Famille chrétienne du 6 juin 2015 et notice de l'éditeur
Note de lecture le 28 avril 2015 sur le site de la Fondation iFRAP (Fondation pour la recherche sur les administrations et les politiques publiques) [lire en ligne]
Notes de lecture de l'essayiste Bernard Mazin, le 11 juillet 2015, du quotidien L'Opinion le 10 avril 2015 sous le titre Compliquer pour régner plutôt que simplifier pour servir [lire en ligne]
Interview de Jacques Bichot par Mchel Revol dans le magazine Le Point le 1er février 2016 [lire en ligne]
- La mort de l’État providence ; vive les assurances sociales (en collaboration avec Arnaud Robinet), Les Belles Lettres, 2013  (ISBN 978-2-25144-906-7)
Revue de presse Le Figaro Magazine du 18 octobre 2013, Liaisons sociales du 1er décembre 2013, Futuribles du 1er mai 2014, Valeurs actuelles du 24 octobre 2013, Les Echos du 26 novembre 2013, Population & Avenir du 1er janvier 2014, La Croix du 6 février 2014 et notice de l'éditeur
Note de lecture de l'IAE Lyon School of Management, le 3 octobre 2013 [lire en ligne]
- Les enjeux 2012 de A à Z : abécédaire de l'anti-crise, Paris, L'Harmattan, 2012, 263 p. (ISBN 978-2-296-96321-4, lire en ligne)
- Retraites, le dictionnaire de la réforme, Paris/Paris, L'Harmattan, 2010, 232 p. (ISBN 978-2-296-11714-3, lire en ligne)
- Réforme des retraites : vers un big bang ?, 2009, Institut Montaigne
L'étude est disponible en ligne[37] sur le site de l'Institut Montaigne ainsi que son complément[38]. Jacques Bichot pose la question de la réforme des retraites : petits pas ou big bang ? Dans son analyse des réformes entreprises, le journaliste du quotidien Le Figaro conclut « Les réformes amorcées depuis 1993 ont une "efficacité décroissante, constate Jacques Bichot, spécialiste de la protection sociale. La loi retraite du 21 août 2003 s'avère coûteuse avec des effets positifs réduits, tandis que la récente modification de certains régimes spéciaux a fait plus de bruit qu'elle n'engendre d'économies. La politique des petits pas, poursuit Jacques Bichot, est comparable à la décision d'amputer la queue du chat centimètre par centimètre de peur qu'une amputation radicale ne fasse trop souffrir l'animal et griffer le vétérinaire" »[39].
- Urgence Retraites ; petit traité de réanimation, Seuil, 2008  (ISBN 978-2-02097-034-1)
- Atout famille (en collaboration avec Denis Lensel), Presses de la Renaissance, 2007  (ISBN 978-2-75090-231-5)
Notes de lecture des journaux et magazines France Catholique du 4 mai 2007, La Croix du 30 mai 2007, Le Figaro Magazine du 23 juin 2007, Famille chrétienne du 7 juillet 2007 [lire en ligne]
- Comment financer la protection sociale, Institut Montaigne, 2006
L'étude est disponible en ligne[20] sur le site de l'Institut Montaigne.
- Sauver les retraites ? La pauvre loi du 21 août 2003, L'Harmattan, 2004  (ISBN 978-2-74755-734-4)
Note de lecture de l'historien Jacques Dupâquier, le 9 février 2004 [lire en ligne]
- Quand les autruches prendront leur retraite (en collaboration avec Alain Madelin), Seuil, 2003  (ISBN 978-2-02061-156-5)
- Les autoroutes du mal (avec Denis Lensel), Presses de la Renaissance, 2001  (ISBN 978-2-85616-816-5)
- Retraites en péril, Presses de Sciences Po, 1999  (ISBN 978-2-72460-762-8)
Cet ouvrage a fait l'objet d'une note de lecture d'Alain Parant dans la revue Futuribles
- Les politiques sociales en France au XXe siècle, Armand Colin, 1997  (ISBN 978-2-200-01742-2)
- La monnaie et les systèmes financiers, Ellipses, coll. « Économiques », 1997, 176 p. (ISBN 978-2-7298-4708-1)
- Plein emploi : les grands moyens, L'Hermès, 1995  (ISBN 978-2-85934-411-5)
- Quelles retraites en l’an 2000 ?, Armand Colin, 1993  (ISBN 978-2-200-21294-0)
- La politique familiale : jeunesse, investissement, avenir, Cujas, 1992  (ISBN 978-2-25493-713-4)
- Économie de la protection sociale, Armand Colin, 1992  (ISBN 978-2-200-31314-2)
- Huit siècles de monétarisation, Economica, 1984, 238 p. (ISBN 978-2-7178-0829-2)

### Médias
Jacques Bichot est l'invité de Brice Couturier dans son émission Du grain à moudre sur France Culture en 2006, 2007 et 2008, lors des débats sur les réformes des régimes de retraites.
Il s'est particulièrement intéressé à l'histoire et à l'évolution de la politique familiale en France : en mars 2007, il donne une conférence invité par le groupe de travail X-Démographie, économie, population des anciens élèves de l’École polytechnique, sur le thème Le démantèlement de la politique familiale depuis trente ans, puis le portail internet Cairn.info de référence pour les publications de sciences humaines et sociales cite l'étude de Jacques Bichot Histoire et évolution de la politique familiale en France publié sur le site de l'« Union des Familles en Europe », étude dont il publie un résumé en 2008 dans La Jaune et la Rouge, revue des anciens élèves de l’École polytechnique. L'étude est citée de nouveau par le quotidien Le Figaro en 2012.
Jacques Bichot a rédigé de nombreux articles dans des quotidiens, magazines et revues : La Croix, Le Figaro,, Le Monde,,, La Tribune, Les Échos,, Notre temps, la revue Droit social, ainsi que sur les sites Atlantico, Contrepoints, Économie matin, Magistro…

## Sociétés savantes
Jacques Bichot  est élu le 6 juin 2006 membre de l'Académie des sciences, belles-lettres et arts de Lyon.

## Distinctions
Le 21 mars 2008, Jacques Bichot est nommé au grade de chevalier dans l'ordre national de la Légion d'honneur au titre de « professeur des universités, président d'honneur d'une association en faveur de la famille ; 41 ans de services civils et d'activités associatives ».
Il est chevalier de l'ordre des Palmes académiques.